# Czym sobie na to wszystko zasłużyłam?
Czym sobie na to wszystko zasłużyłam? (hiszp. ¿Qué he hecho yo para merecer esto?) – hiszpańska komedia filmowa z 1984 roku w reżyserii Pedra Almodóvara. Zdjęcia kręcono w Madrycie.

## Fabuła
Film przedstawia świat kury domowej i jej groteskowej rodzinki. Związki w obrazie Almodóvara między ludźmi są groteskowe, a sami ludzie karykaturalnie zniekształceni. Świat w filmie jest śmieszny i przerażający jednocześnie, jednak kobiety przedstawione są jako istoty silne, które przetrwają wszystko. Na ekranie pojawia się sam Pedro Almodóvar w choreograficznej i plastycznie kiczowatej piosence miłosnej.

## Obsada
- Carmen Maura: Gloria
- Ángel de Andrés López: Antonio
- Chus Lampreave: Antonios Mutter
- Verónica Forqué: Cristal
- Gonzalo Suárez: Lucas
- Amparo Soler Leal: Patricia
- Kiti Manver: Juani